# Esmeralda (Cuba)
Pour les articles homonymes, voir Esmeralda.
Esmeralda est une localité et une municipalité de Cuba dans la province de Camagüey.

## Géographie

### Présentation
La municipalité, créée lors de la réforme territoriale d'octobre 1976, a une surface de 1 224,28 km2 sans compter les cayes ; lesdites cayes incluent la partie orientale du cayo Romano au nord d'Esmeralda — plus Cayo Cruz, cayo Mégano Grande et plusieurs autres —, ce qui augmente considérablement la surface de la municipalité. Ces cayes sont dans l'archipel de Jardines del Rey (une partie de l'archipel Sabana-Camagüey).

### Situation
La municipalité est sur la côte nord de Cuba, à 520 km sud-est de La Havane et 90 km nord-ouest de Camagüey (avec détour par Cubitas au nord-est ou par Florida au sud-ouest).
La ville d'Esmeralda se trouve à environ 25 km de la côte à vol d'oiseau ; par route le site côtier le plus proche est Playa Jiguey à 28 km au nord.

Municipalité de Esmeralda dans la province de Camagüey

### Divisions administratives
Esmeralda a six consejos populares : Esmeralda Norte, Esmeralda Sur, Tabor, Brasil (également connu sous le nom de Jaronú), Jiquí et Mamanantuabo.
Autres localités : Caonao, Guanaja, Quemado, Tabor…

## Démographie
En 2022 la population de la municipalité est estimée à 29 203 habitants. Pour une surface de 1 906 km2, la densité est de 15,32 habitants/km².
En 2004, la municipalité d'Esmeralda comptait 29 953 habitants. Avec une superficie totale de 1 480 km² (570 mi²), la densité de population est de 1 230/km² (3 200/mi²).[réf. nécessaire]

## Économie
L'économie est basée sur les cultures de canne à sucre, noix de coco, ananas, oranges et tabac. 